# Malý katechismus

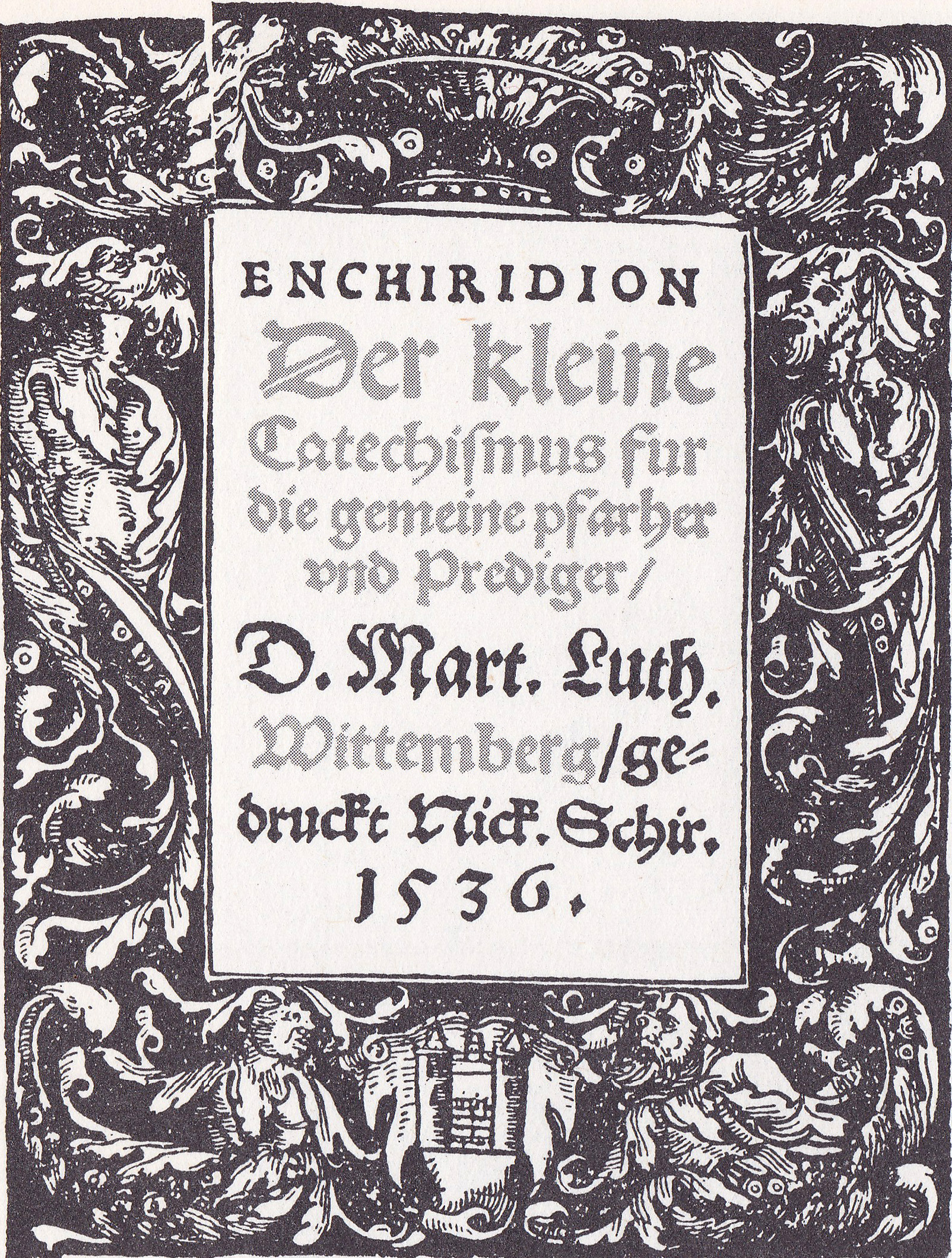
Titulní list vydání Malého katechismu z roku 1536

Malý katechismus doktora Martina Luthera je katechismus (naučný dokument o obsazích víry), jehož autorem je Martin Luther.
Je znám také pod názvem Menší katechismus Dr. Martina Luthera pro obyčejné faráře a kazatele.

## Obsah
Malý katechismus se dělí do pěti částí:
- Desatero Božích přikázání
- Víra obecná křesťanská
- Modlitba Páně
- Svátost křtu svatého
- Svátost oltářní

Ke katechismu jsou pak připojeny ještě
- Modlitby doktora Martina Luthera
- Modlitby školní